# Neptis pseudadipala
Neptis pseudadipala är en fjärilsart som beskrevs av Hans Fruhstorfer 1908. Neptis pseudadipala ingår i släktet Neptis och familjen praktfjärilar. Inga underarter finns listade i Catalogue of Life.